# Wage War
Wage War — американская металкор группа из Флориды. На данный момент группа выпустила четыре полноформатных альбома, один акустический альбом, а также один EP.

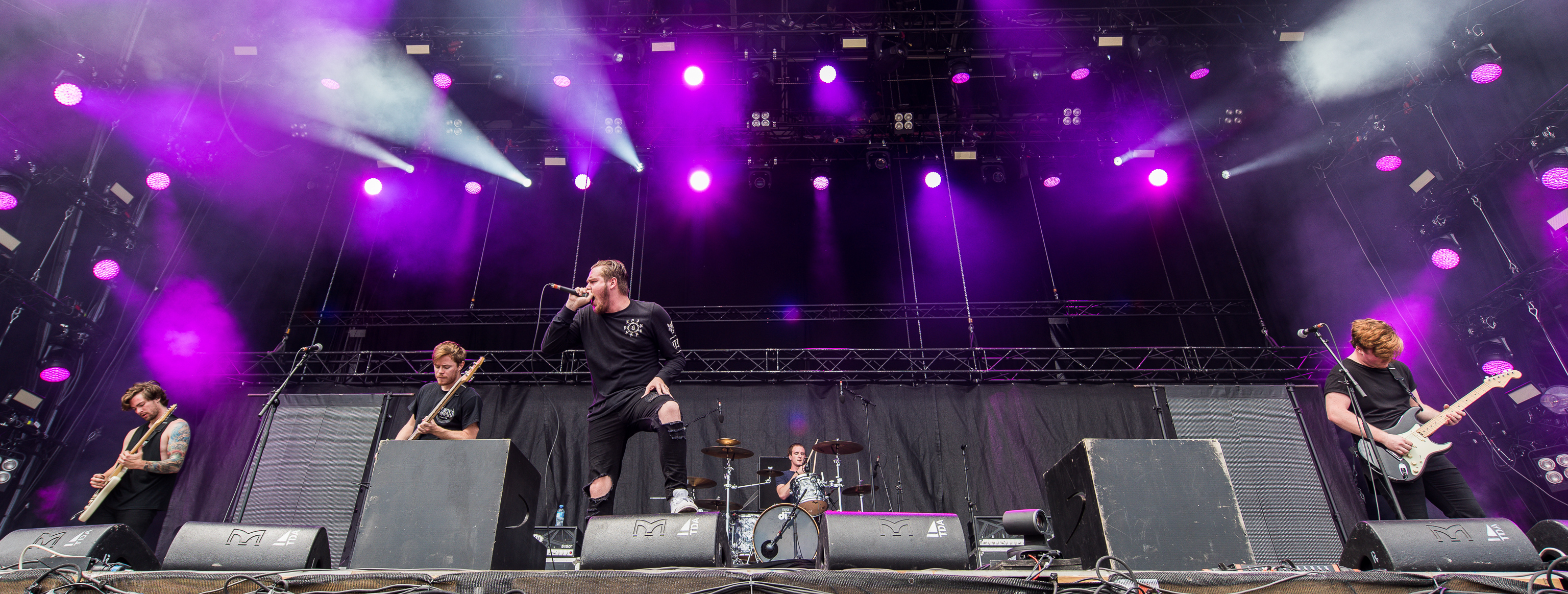
Wage War на фестивале Rock im Park 2016

## История

### Формирование, Blueprints (2010—2016)
История группы, изначально именуемой «Empires» («Империи»), началась в 2010 году в городе Окала, штат Флорида. На тот момент в состав группы входили Брайтон Бонд (экстремальный вокал), Коди Квистад (ритм-гитара, чистый вокал), Сэт Блейк (соло-гитара, бэк-вокал), Джордан Пирс (бас-гитара) и Дэвид Рау (барабаны). Однако Рау покидает коллектив, чтобы заниматься преподаванием, и в настоящее время работает в средней школе Вест-Порт. Вскоре группа начинает называться «Wage War» («Вести Войну»), свободное место ударника занимает Стивен Дж. Клюзенер, а Джордана Пирса заменяет Крис Гейлорд. В 2015 году группа подписывает контракт с лейблом Fearless Records, выпуская вскоре (27 ноября) свой дебютный альбом «Blueprints». В 2016 году коллектив даёт концерт на Warped Tour.

### Deadweight (2017—2018)
4 августа 2017 года выходит второй альбом группы «Deadweight», после чего Wage War совершают несколько туров в поддержку альбома. Также в это время они выступают на разогреве у таких групп, как August Burns Red, Chelsea Grin, I Prevail, The Amity Affliction, Northlane, Every Time I Die, For Today и Of Mice & Men. В 2018 году группа играла в заключительной части Warped Tour.
В марте 2018 года Wage War потеряли практически весь свой материал, написанный с 2010 до 2016 года, из-за проблем с серверами Myspace. «Не пострадал» лишь EP «The Fall of Kings».

### Pressure (2019—2020)
9 января 2019 года состоялся релиз первого с грядущего альбома сингла, «Low». Спустя ровно шесть месяцев выходит сингл «Who I Am». Через 21 день (30 июля) группа выпускает сразу два трека «Prison» и «Me Against Myself», заодно опубликовав дату выхода альбома, его название, а также список треков. 30 августа выходит третий альбом группы «Pressure». После этого Wage War отправились в тур вместе с такими группами, как Like Moths to Flames, Polaris и Dayseeker.

### Manic (2020+)
8 апреля 2020 года, находясь на изоляции в связи с пандемией COVID-19, группа объявляет в Твиттере, что начинает работу над новым материалом, недвусмысленно намекая на это следующим твитом: «Making the most of quarantine. #ww4» (Дословно: «Использовать карантин по-максимуму. #ww4»).
6 августа 2021 года выходит первый сингл с будущего альбома «High Horse», а 25 числа того же месяца — «Circle the Drain». 14 сентября группа выпускает третий сингл «Teeth». 1 октября в свет выходит четвёртый полноформатный альбомом «Manic». Группа отправляется в первый в своей истории Европейский тур вместе с I Prevail и Dream State.
18 ноября 2022 года Wage War анонсируют акустический альбом «The Stripped Sessions», который вышел 2 декабря того же года. На данном альбоме треки являются «облегчёнными» версиями треков из альбома «Manic».

## Музыкальные жанры
Стиль, в котором играют Wage War, можно определить как слияние металкора, хард-рока, мелодик-хардкора и постхардкора. Кроме этого, в творчестве группы присутствуют элементы ню-метала, поп-музыки и хип-хопа.

## Состав группы

### Текущие участники
Брайтон Бонд — экстрим-вокал (2010+)
Коди Квистад — чистый вокал, ритм-гитара (2010+)
Сэт Блейк — соло-гитара, бэк-вокал (2010+)
Стивен Дж. Клюзенер — барабанная установка (2013+)
Крис Гейлорд — бас-гитара, бэк-вокал (2013+)

### Бывшие участники
Джордан Пирс — бас-гитара (2010—2013)
Дэвид Рау — барабанная установка (2010—2013)

## Дискография
- «Blueprints» (2015)
- «Deadweight» (2017)
- «Pressure» (2019)
- «Manic» (2021)